# Praktträdlöpare
Praktträdlöpare (Margarornis bellulus) är en fågel i familjen ugnfåglar inom ordningen tättingar.

## Utbredning och systematik
Fågeln förekommer i bergiga regnskogar i östra Panama (Pirre). Den behandlas som monotypisk, det vill säga att den inte delas in i några underarter.

## Status
IUCN kategoriserar arten som nära hotad.